# Elektroplay

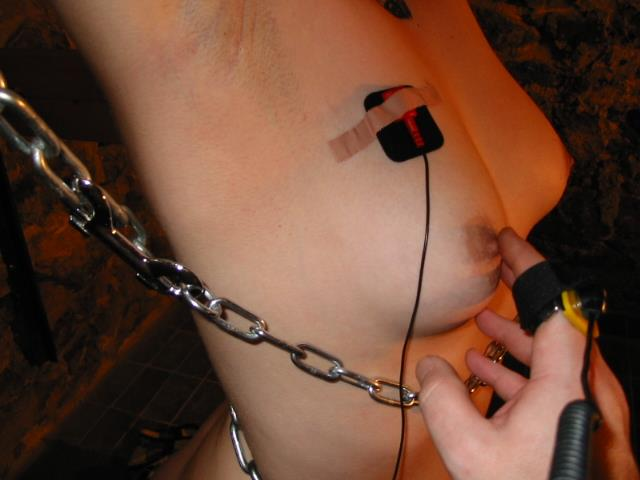
Ukázka elektroplay

Elektroplay (též Electroplay) je sumární pojem pro BDSM praktiky elektrostimulace (ES) a elektrotortury (ET), tedy využití dráždivých účinků elektrického proudu v BDSM praxi.
Pro provozování ES/ET jsou používány speciální generátory stimulačních proudů (TENS), produkující krátké pulsy s frekvencí 0.1 - 140 Hz, případně různé myostimulátory a občas i podomácku zhotovené generátory. Pro vlastní působení pak jsou využívány rozličné elektrody, rozdělované na přikládané (externí) a vkládané (interní), případně dle proudové hustoty na vysokointenzitní (nad 1 mA/cm²), středointenzitní (0.1 - 1 mA/cm²) A nízkointenzitní (pod 0.1 mA/cm²).
Variantou této praktiky je používání zařízení, pracujících s vysokonapěťovým vysokofrekvenčním výbojem na principu Teslova transformátoru (violet-wand). Vnímatelný účinek je zde založen na působení vf proudu na svrchní vrstvy tkáně a mělce založená nervová zakončení, přičemž podráždění je převážně tepelného charakteru.

## Používané elektrody

### Materiál
Elektrody, používané pro elektroplay jsou převážně kovové, méně často pryžové nebo latexové. Používány jsou též standardní elektrody pro EKG, EEG nebo EMG v samolepicím nebo přísavném provedení, elektrody, zhotovované průmyslově pro BDSM účely nebo elektrody zhotovené svépomocí, případně elektrody improvizované. Povrch kovových elektrod bývá opatřen galvanickým pokrytím z hypoalergenního materiálu, zejména u elektrod, určených pro vkládání.

### Tvary
Tvar elektrody je podstatný zejména u středointenzitních a vysokointenzitních elektrod. Na proudové intenzitě závisí druh a intenzita vjemu, elektrodou působeného. V oblasti středních intenzit proudu se často používají elektrody ve tvaru kulových vrchlíků, u kterých je proudová hustota dobře ovladatelná intenzitou přitlačení. Vysokointenzitní elektrody využívají zaostřených povrchů, dobře koncentrujících přiváděný signál. Oblíbeným nástrojem je i modifikované wartenberské kolečko či různé druhy rádel.

### Počty pólů
Převážná většina používaných elektrod je monopolárních, pouze vkládací elektrody (rektální, vaginální) se používají v bipolárním či vícepólovém provedení. Tyto elektrody se podle orientace elektrod dělí na axiální (elektrodové segmenty jsou orientovány podél osy elektrody) a radiální (segmenty jsou kolmo na osu). Pokud vodivá část tvoří celý vrchlík elektrody, jde o elektrodu s vodivou hlavou. Zvyšování počtu pólů nad dva není v případě vaginálních elektrod účelné kvůli relativně špatné inervaci pochvy.

## Používané druhy signálu

### Stejnosměrný proud
Použití stejnosměrného proudu není pro účely elektroplay vhodné kvůli nežádoucím účinkům. Působení stejnosměrného proudu vede v kombinaci s tělními sekrety a materiálem elektrod k elektrolytickému rozkladu a možnému podráždění či elektrolytickému popálení tkáně (kůže, sliznic i hlouběji uložených struktur).
I u nekonstantních průběhů proudu, v čase se měnících, je potřeba zařídit polaritní kompenzaci v rámci každé periody průběhu, typicky nesymetrického. Kompenzuje se buď jednodušeji alespoň na nulovou hodnotu integrálu proudu za periodu, na nulový přenesený náboj, nebo lépe na nulový účinek energie, činného výkonu, tedy na nulovou efektivní hodnotu (RMS), například integrálem kvadrátu proudu při stabilizovaném napětí (a proměnlivém odporu těla), nejlépe však na nulu jejich konvoluce.
Cilem polaritní kompenzace je, aby se účinky půlvln vzájemně eliminovaly a výsledný účinek (poškození) žádný nebyl. Aby se ale neeliminoval zamýšlený projev na nervech, půjvlny a vůbec celkový tvar průběhu proudu v periodě nutně musí být asymetrický: Krátký intenzivní v jednom směru, který má stimulační efekt na nerv, a pak opačný kompenzační, delší a díky menší intenzitě už bez vlivu na nerv, stále však s vlivem na biochemii kolem dráhy působení.

### TENS
Jde o signál ve tvaru velmi úzkých impulsů (koeficient plnění cca 1:60) s amplitudou v úrovni několika desítek mA. Signál stimuluje svalová vlákna a vjemově je podobný krátkým záškubům ve svalu.

### EMS
Jde o signál ve tvaru impulsů obou polarit s koeficientem plnění přibližně 1:20